# Saliera con il trionfo di Venere
La Saliera con il trionfo di Venere è una scultura in avorio realizzata dallo scultore bavarese Georg Petel (1601-2 – 1635) su disegno di Peter Paul Rubens.

## Storia
La saliera fu commissionata da Rubens che con Petel aveva un consolidato rapporto di amicizia e collaborazione professionale. Fu lo stesso pittore a fornire i disegni per i rilievi che Petel avrebbe poi intagliato nell'avorio. Alla realizzazione del manufatto contribuì anche l’orafo anversese Jan Herck, cui si devono le parti in argento dorato. 
Tra gli studi rubensiani per la saliera noti si annovera innanzitutto un veloce schizzo conservato nel British Museum. Vi è poi un molto più elaborato foglio, ad olio e matita, del Fitzwilliam Museum e vi è infine un terzo modello preparatorio associato dalla critica all'avorio di Petel: si tratta di un bozzetto ad olio custodito presso la National Gallery londinese presumibilmente finalizzato alla realizzazione di un vassoio d'argento. La stretta affinità tematica e compositiva che si riscontra tra questo ulteriore progetto grafico e la scultura di Stoccolma ha fatto pensare che anch'esso, benché inizialmente pensato per un altro oggetto, sia una delle idee di Rubens utilizzate dall'artista bavarese per la realizzazione della saliera. 
Il pittore fiammingo commissionò il prezioso articolo per sé stesso, collocandolo nelle raffinate collezioni della sua abitazione di Anversa (il celebre Rubenshuis). Concorde è la datazione della saliera tra il 1627 e il 1628, periodo in cui Georg Petel è presente ad Anversa e riceve da Rubens più commissioni. 
Alla morte del pittore la saliera (come altre opere d'arte appartenutegli) venne messa in vendita ed acquistata da un emissario della regina Cristina di Svezia, approdando così a Stoccolma e confluendo definitivamente nelle collezioni reali svedesi.

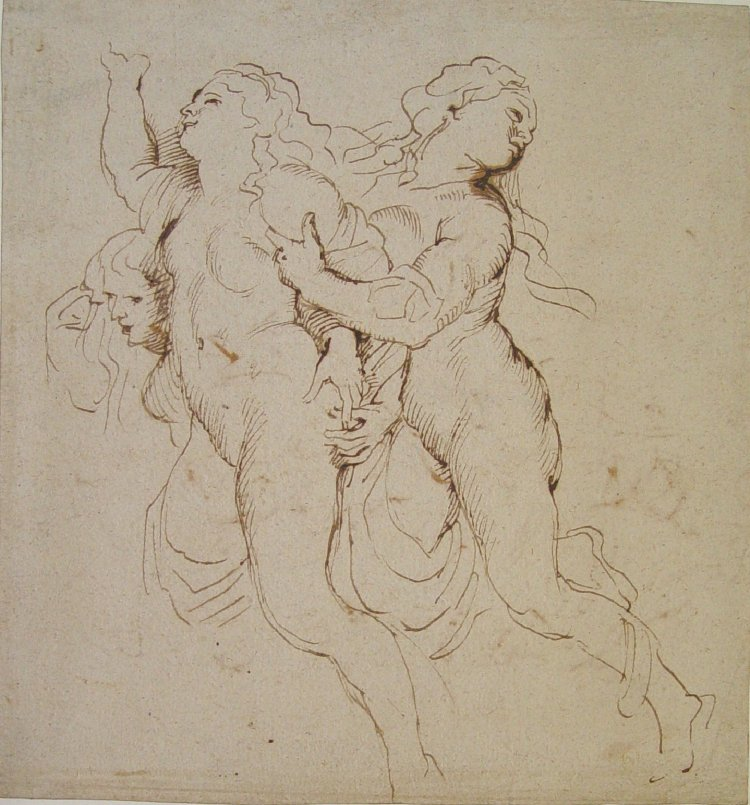
Rubens, studio del British Museum
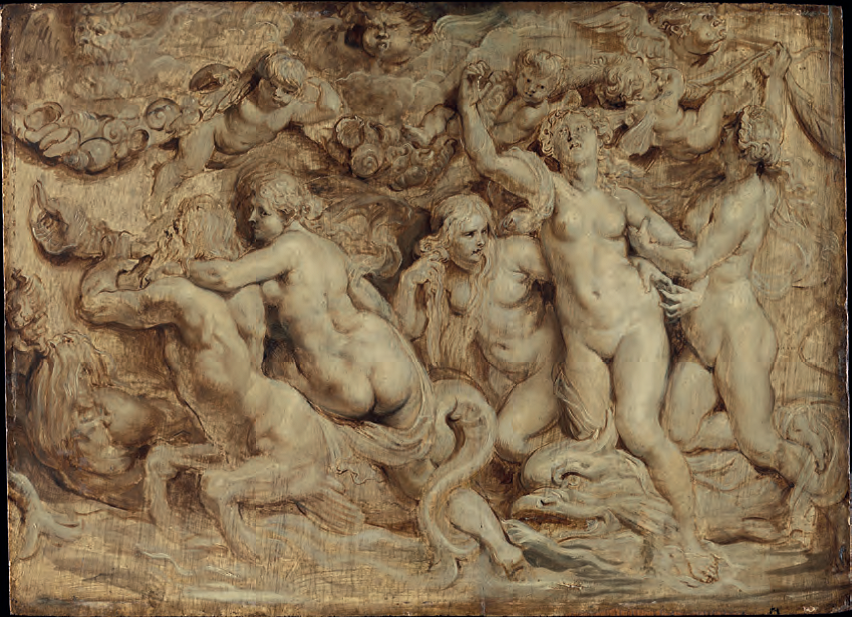
Rubens, studio del Fitzwilliam Museum
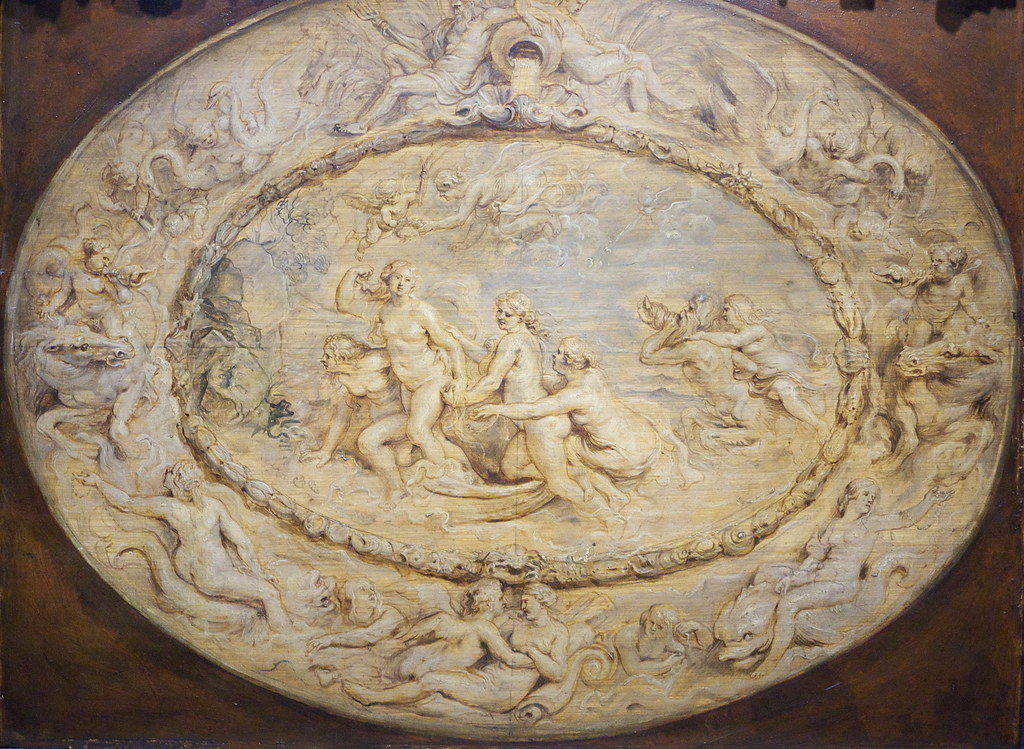
Rubens, studio della National Gallery

## Descrizione
In una composizione circolare è raffigurato un corteo marino con Venere a cavallo di un delfino che incede trionfalmente con il seguito di due nereidi e un tritone. Quest'ultimo usa una conchiglia come buccina. La scena probabilmente allude ai miti sulla nascita della dea della bellezza e dell'amore.
In alto tre putti sorreggono un festone all'interno del quale vi erano degli inserti, oggi quasi del tutto caduti, in corallo, vere conchiglie e piccole perle a sottolineare l'ambientazione acquatica dell'evento raffigurato.
Il rilievo in avorio circonda la saliera vera e propria in argento dorato che culmina in un'elaborata valva di conchiglia ove riporre il sale e si regge su tre piedi composti, ognuno, da due delfini intrecciati.
Petel fu abilissimo nel dare forma tridimensionale ai progetti grafici di Rubens così come è magistrale la resa di tanti dettagli della composizione quali le raffinate pettinature della dea e delle ninfe o la folta capigliatura e la fluente barba del tritone. In effetti nella saliera voluta da Rubens si individua a livello critico il capolavoro di Georg Petel nonché uno dei più bei prodotti d'arte suntuaria dell'età barocca.

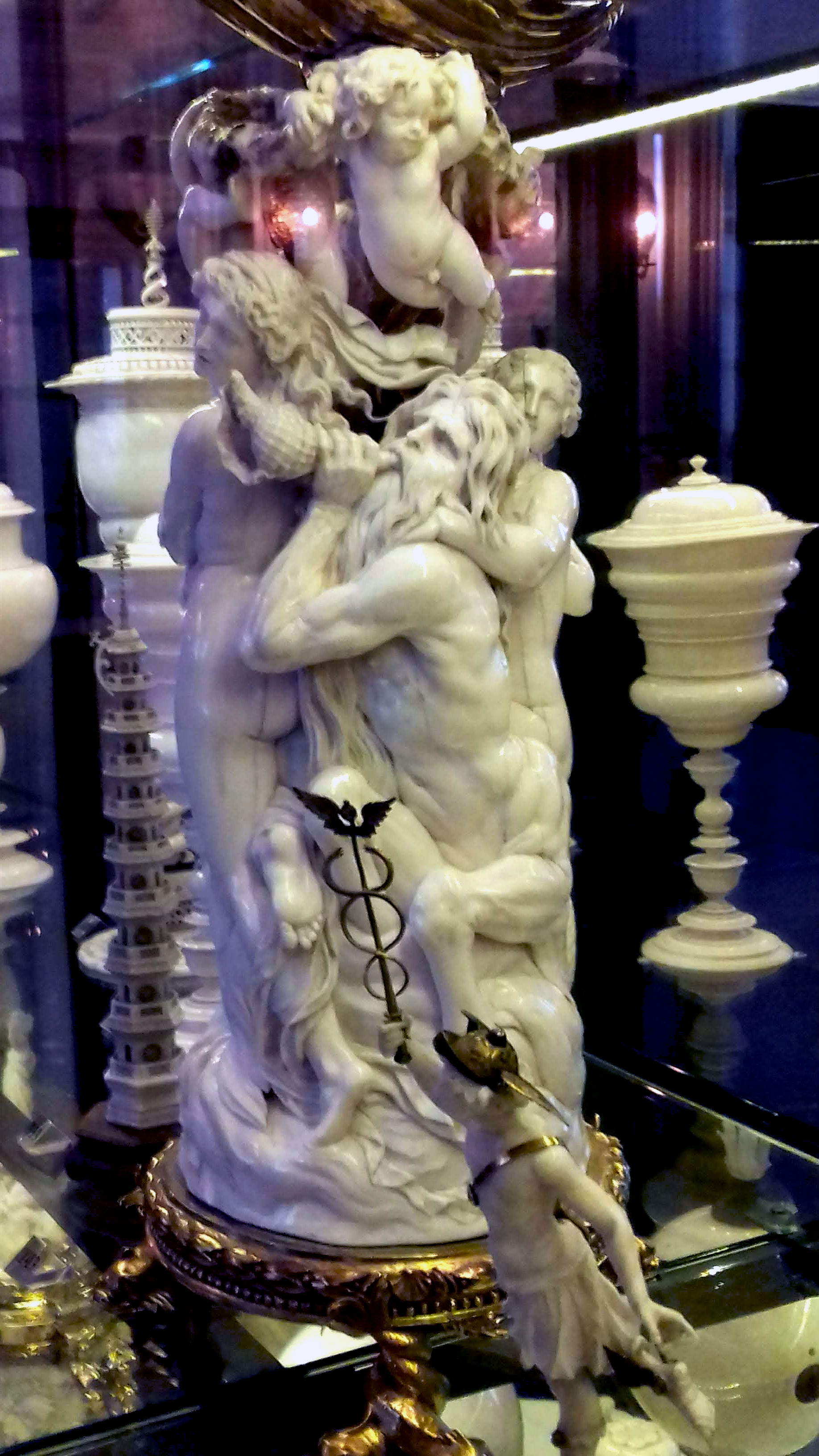
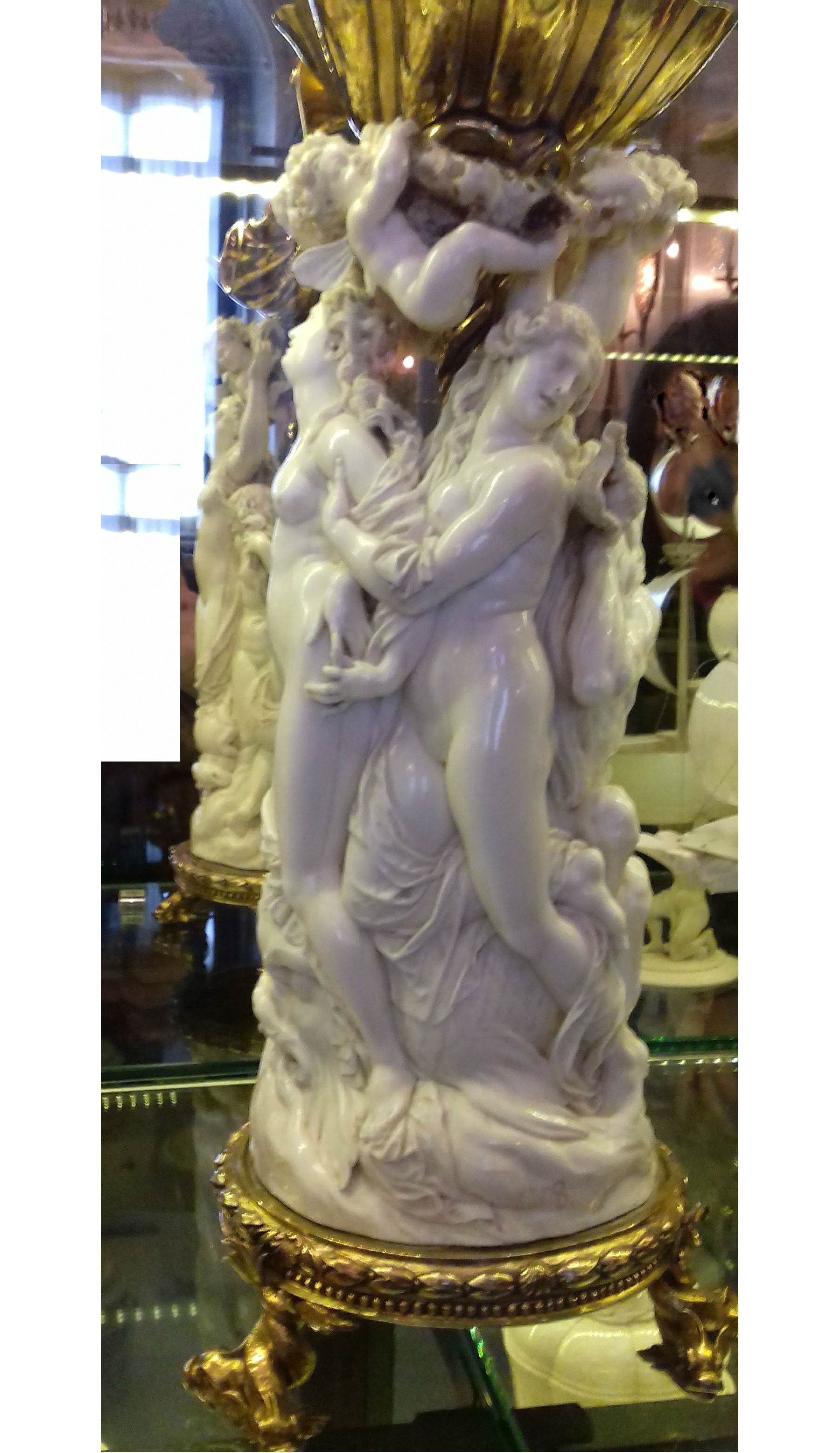
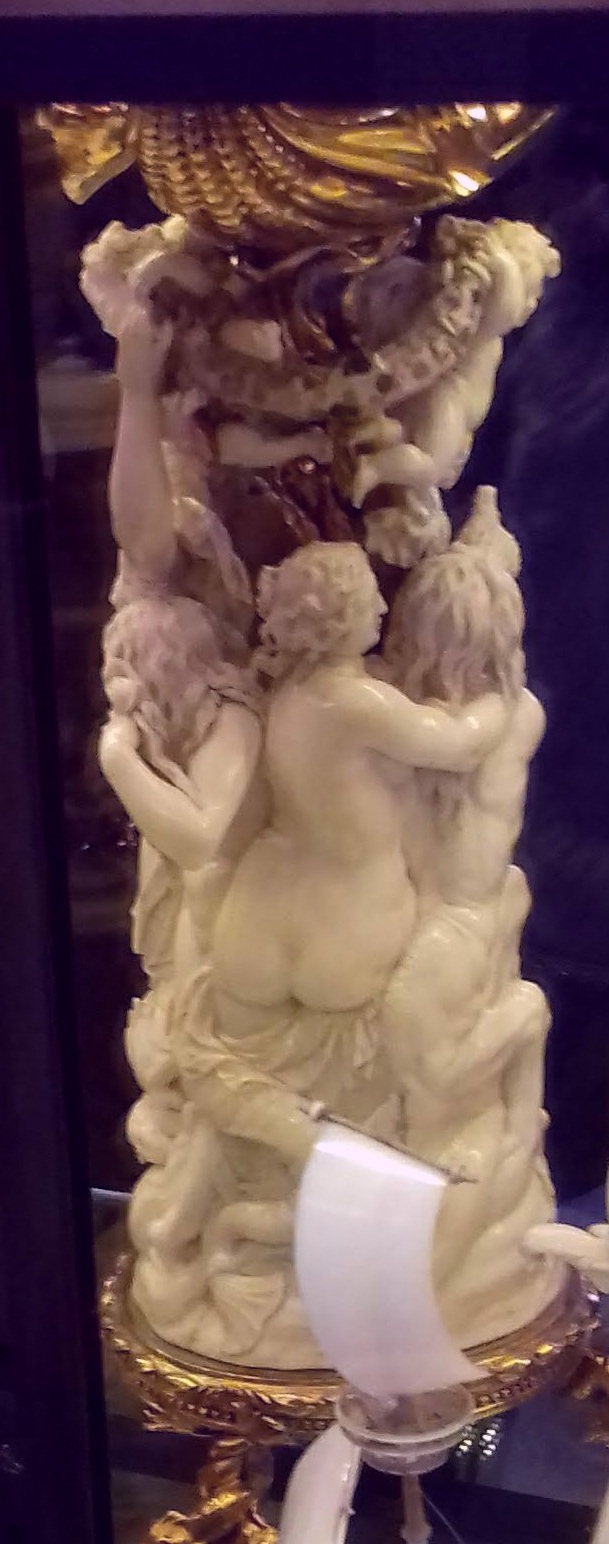